# Rho Fornacis
Rho Fornacis är en gul jätte i Ugnens stjärnbild. Den går även under beteckningen HD 23940.
Stjärnan har visuell magnitud +5,54 och är svagt synlig för blotta ögat vid god seeing.